# トランスフォーマー アンコール
トランスフォーマー アンコールは、タカラトミー社が展開するトランスフォーマーの玩具展開シリーズ。
主にG1期の商品に少し手を加えて（リデコやリカラーを施して）再発売したもの。中には日本未発売だったものも存在する。

## 商品リスト
なお、タカラトミーのトランスフォーマー公式サイトにおいてこのシリーズを紹介しているページの壁紙は、インフェルノとアラートのイラストになっている。
01 コンボイ
成型色や塗装をよりアニメに近づけたもの。
02 メガトロン
トランスフォーマー 復刻版などと同じく、サイレンサー・ストック・剣のついた完全版。
03 サウンドウェーブ
成型色をアニメに近づけたもの。カセットロン・コンドルが付属、販売価格がコレクション版より480円安くなっている。
04 スタースクリーム
成型色をアニメに近づけたもの。コレクションと異なり元の玩具の色彩であり付属品もないが、キャノピーの色が変更されている。
05 アイアンハイド
当初日本では未発売で、後に限定発売されたもの。今回初の一般販売となった。一部がシールからタンポ印刷に変更。アニメデザインに近づけるバストアップのペーパークラフトが追加された。
06 ラチェット
日本ではロボットポイントによる通信販売。後に限定発売された。アイアンハイド同様に一部がシールからタンポ印刷になりペーパークラフトが付属。
07 スカイリンクス
当時日本で未発売に終わった2010期の玩具。今回が初の日本販売である。海外での展開を主導していたハズブロ社は、自社で扱う商品の多くをトランスフォーマーブランドに組み込んだ。タカラ社製品でない（トイボックス社製品）スカイリンクスもそうした経緯でトランスフォーマーの一体となった。開発を行なっていたのがトミーだったために、会社合併によるタカラトミーからの販売が実現した。口内のアセチレンブラスター、ピューマの顔部分がアニメ風に塗り分けられている。
08 マイスター
貼りにくかったボンネットのシールが、タンポ印刷に変更された。
09 オメガスプリーム
スカイリンクスと同様にトイボックス社の製品だったため、版権の問題で当時発売できなかった。元は1984年にトイボックス社が日本国内で販売していた「スーパーチェンジロボ メカボット-1」という変形ロボット玩具であり、その輸出仕様に該当する。オメガスプリームの仕様としては今回が初の日本正式販売。新規に顔パーツが装着されている。
10 バンブル＆ミニボットチーム
コレクション同様顔の改修されたバンブルに加え、86年度の流用4種の五体セット。パイプス以外顔部分が塗装・塗り分けされ劇中のイメージを醸し出している。
11 スカイワープ＆サンダークラッカー
以前限定発売されたジェットロンの一般販売で同じ金型を使用した物の2体セット。一部パーツにタンポ印刷がされている。
12 メトロフレックス
メトロフレックスとしては、今回が初の復刻となった（それ以前の仕様変更品として1990年発売のメトロタイタンが存在する）。太腿部分がメッキ、タイヤがゴムタイヤになっており海外初期版の仕様で復刻。また付属の自律戦車スレマーの砲塔が腕に接続可能になっている。
13 トレイルブレイカー
以前限定発売されたオートボットの一般販売でホイストと同じ金型を使用した物。顔部分が塗装・塗り分けされ劇中のイメージを醸し出している。
14 ホイスト
トレイルブレイカーの仕様変更品、同じく顔部分が塗装・塗り分けされている。
15 カセット大作戦Vol.1
ジャガー・イジェクト・バズソー・リワインドのセット。一部シール箇所がタンポ版に変更してある。
16 ブルーティカス
オンスロート、ボルター、ブレストオフ、ブロウル、スィンドルの5体が合体してブルーティカスになる。バルディガスの型を使用している為、武器の合体ジョイントがそのまま残っている。また、オンスロートの基地モードの発射ギミックが復活している。
17 カセット大作戦Vol.2
スラッグフェスト、スチールジョー、アムホーン、ラットバットのセット。
18 スキッズ
コレクション以来二度目の復刻。映画にあわせての販売。サイバトロンマークが新たにタンポ印刷されている。
19 カセット大作戦Vol.3
ランブル・フレンジー・オーバーキル・コンドルのセット。ランブル・フレンジーは新規金型。
20 デバスター
ビルドロン六体（スクラッパー・ボーンクラッシャー・グレン・ロングハウル・スカベンジャー・ミックスマスター）のセット。新規金型。
21 サウンドブラスター
販売価格がコレクション版より500円安くなっており、オリジナルのカセットロン、エネミー、ウイングシングが付属する。デストロンマークが胸にタンポ印刷されている。
22 ツインキャスト
e-HOBBY SHOPネット通販限定で発売されていた物の一般販売品。タンポ印刷の追加やオリジナルのカセットボット、サイバトロンストライプス、ナイトストーカーが付属する。
20A デバスター(アニメカラーver.)
ビルドロンのカラー、デバスターの顔をアニメ風に再現している。
23 フォートレスマキシマス
基地モード、戦艦モード、ロボットモードに3段変形。小さいロボセレブロスから中型ロボフォートレス、大型ロボフォートレスマキシマスになる。ブレイブマキシマスの型を使用している為、変形機能は健在。マスターソードはトランスフォーマー カーロボットの「スーパーゴッドソード」の型を使用している為、パッケージに収納しやすくなっている。
ゴッドファイヤーコンボイ
2018年3月発売。スーパーファイヤーコンボイとゴッドマグナスおよび当時限定品であったスーパーゴッドソードのセット。ファイヤーコンボイとゴッドマグナスで合体することによりゴッドファイヤーコンボイとなる。金型は当時品と同等だが、収録音声および塗装がリニューアルされている。
しかし、ゴッドマグナスの音声ギミックの製造ミスやパッケージに間違いがあったため、回収・返金となった。なお、SNSでは他にも製造ミスによる不具合や関節の組み間違いが指摘されていた。

リターンズコンボイ
2018年11月発売。アニメ版に忠実なカラーリングと担当声優子安武人による新規音声を収録。
ユニクロン（マイクロン集合体カラー）
2018年12月発売。
ビッグコンボイ
2019年1月発売。